# Standard Fourteen
La Standard Fourteen est une automobile produite par le constructeur anglais Standard Motor Company de 1945 à 1948.
La Fourteen a été proposée comme berline à quatre portes ayant un empattement de 2,54 m et un moteur quatre cylindres de 1776 cm³ à soupapes latérales. Des variantes cabriolet et break furent également proposées. Le modèle d'après-guerre se distingue de son prédécesseur par l'absence de fentes d'aération sur le capot.
Cette Standard Fourteen est une modification de la 12 cv d'avant-guerre, équipée d'un moteur de 14 cv. Le moteur et la transmission des Fourteen ont également été utilisés dans la Jaguar 1½ Litre (rétrospectivement nommée Jaguar Mk IV).
La presse fait l'éloge de l'économie, du bon fonctionnement, de l'habitabilité et de la finition des Fourteen. Les bagages sont à placer sur un porte-bagages pliant externe, ce qui n'était pas inhabituel pour l'époque.

Berline Standard Fourteen de 1948
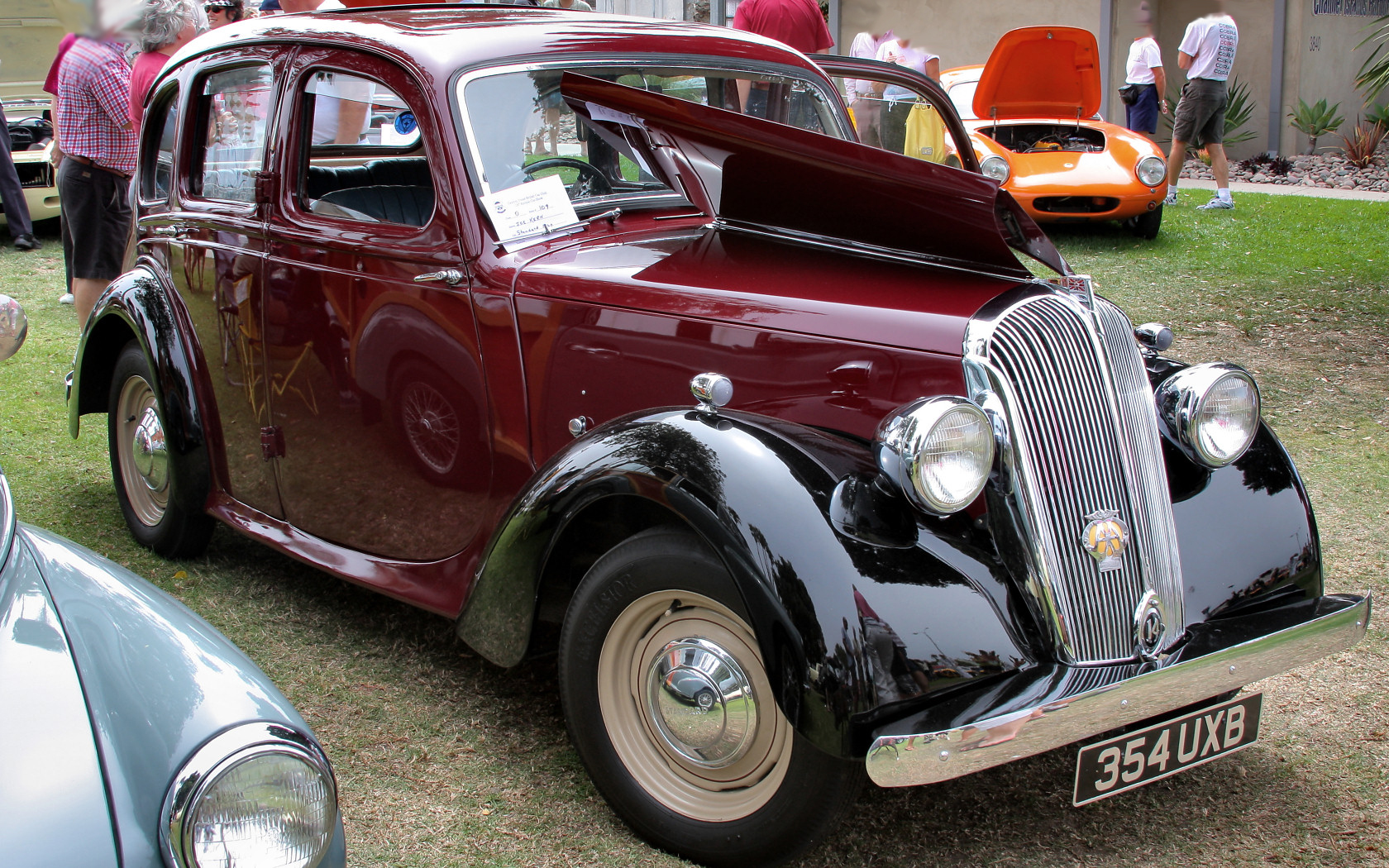
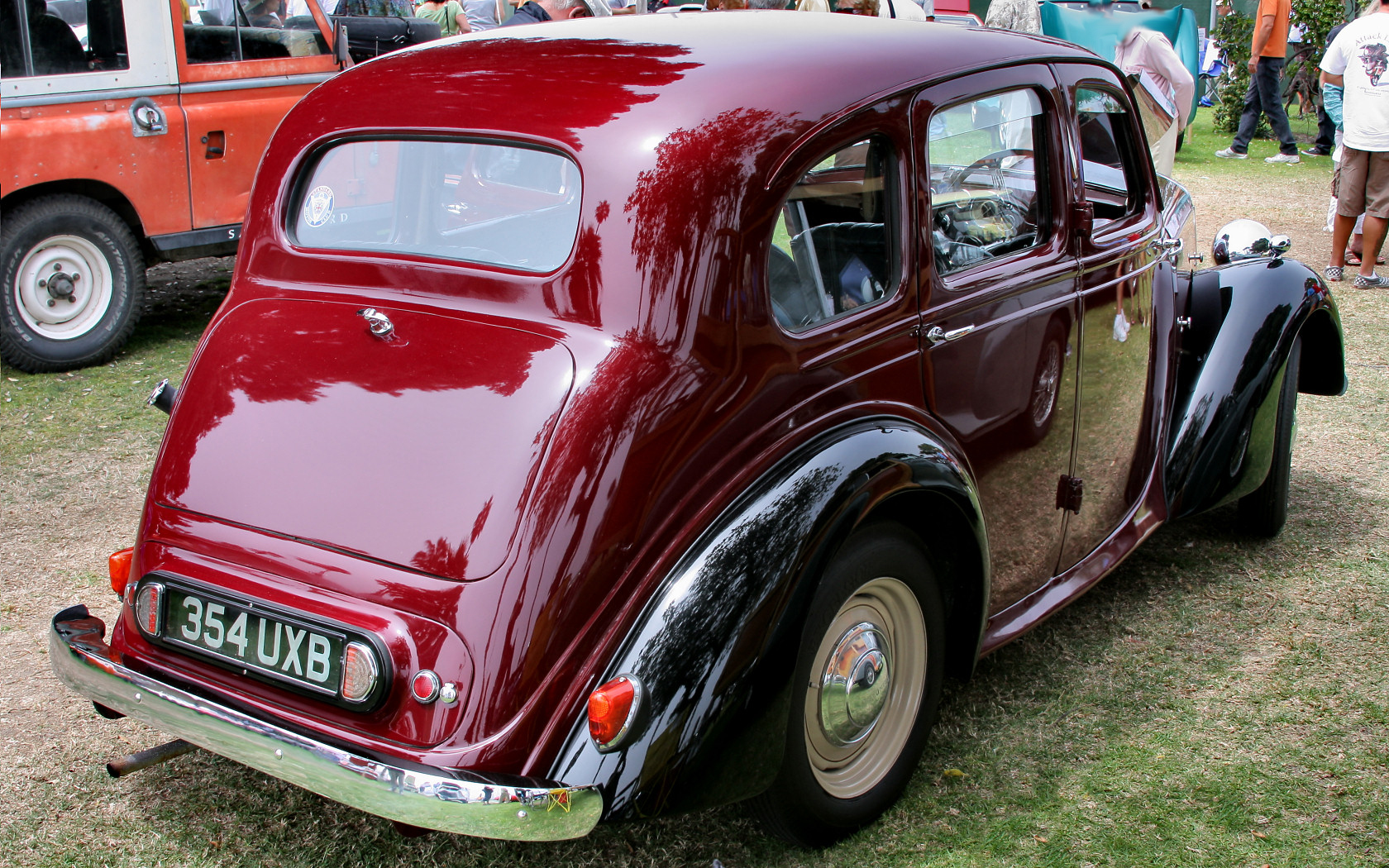